# Makoto Hasebe
Makoto Hasebe (* 18. leden 1984 Fudžieda) je bývalý japonský profesionální fotbalista, který hrál na pozici defensivního záložníka. Mezi lety 2006 a 2018 odehrál také 114 utkání v dresu japonské reprezentace, ve kterých vstřelil 2 branky. Od roku 2010 byl kapitánem reprezentačního výběru.

## Reprezentační kariéra
Makoto Hasebe odehrál 114 reprezentačních utkání. S japonskou reprezentací se zúčastnil Mistrovství světa 2010, 2014, 2018.

## Úspěchy
- Tým sezóny Bundesligy podle kickeru – 2018/19[1]

## Statistiky
| Japonsko | Japonsko | Japonsko |
| Roky     | Záp.     | Góly     |
| -------- | -------- | -------- |
| 2006     | 6        | 0        |
| 2007     | 0        | 0        |
| 2008     | 10       | 0        |
| 2009     | 11       | 1        |
| 2010     | 10       | 0        |
| 2011     | 15       | 1        |
| 2012     | 11       | 0        |
| 2013     | 14       | 0        |
| 2014     | 6        | 0        |
| 2015     | 12       | 0        |
| 2016     | 9        | 0        |
| 2017     | 2        | 0        |
| 2018     | 8        | 0        |
| Celkem   | 114      | 2        |